# Jiří Popelka
Jiří Popelka (Chomutov, 11 maggio 1977) è un pallavolista ceco.